# Rajd Pneumant 1974
Rajd Pneumant 1974 (14. Pneumant Rallye 1974) – 14. edycja rajdu samochodowego Rajd Pneumant rozgrywanego we NRD. Rozgrywany był od 19 do 22 marca 1974 roku. Była to pierwsza runda Rajdowego Pucharu Pokoju i Przyjaźni w roku 1974 oraz druga runda Rajdowych Mistrzostw NRD w roku 1974.

## Klasyfikacja rajdu
| Miejsce                        | Kierowca                       | Pilot                          | Samochód                          | Czas                           | Strata                         |                                |
| Klasyfikacja generalna i RPPiP | Klasyfikacja generalna i RPPiP | Klasyfikacja generalna i RPPiP | Klasyfikacja generalna i RPPiP    | Klasyfikacja generalna i RPPiP | Klasyfikacja generalna i RPPiP | Klasyfikacja generalna i RPPiP |
| ------------------------------ | ------------------------------ | ------------------------------ | --------------------------------- | ------------------------------ | ------------------------------ | ------------------------------ |
| 1.                             | Horst Niebergall               | Bernhard Malsch                | Wartburg 353                      |                                | 0.0                            |                                |
| 2.                             | Jaroslav Jelínek               | Svatopluk Kvaizar              | Škoda 120 S Rallye                |                                |                                |                                |
| 3.                             | Egon Culmbacher                | Werner Ernst                   | Wartburg 353                      |                                |                                |                                |
| 4.                             | Maciej Stawowiak               | Jan Czyżyk                     | Polski Fiat 125p 1600 Monte Carlo |                                |                                |                                |
| 5.                             | Josef Konečný                  | Jan Roudnický                  | Škoda 100                         |                                |                                |                                |
| 6.                             | Josef Srnský                   | Jiří Syrovátko                 | Škoda 120 S Rallye                |                                |                                |                                |